# Großer Waldportier
Der Große Waldportier (Hipparchia fagi) ist ein Schmetterling (Tagfalter) aus der Unterfamilie der Augenfalter (Satyrinae).

## Merkmale
Die Falter erreichen eine Vorderflügellänge von bis zu 40 Millimetern und sind damit überdurchschnittlich groß. Die Weibchen erscheinen jedoch größer als die Männchen. Die dunklen Flügel tragen ein helles Band, in diesem sind ein bis zwei Augenflecken zu erkennen. Die Unterseite ist kontrastreicher. Bei den Weibchen geht die Farbe hin und wieder etwas in das Gelbliche über. Die Farben dienen als Tarnung: Wenn diese Schmetterlinge mit zusammengeklappten Flügeln auf einem Baumstamm sitzen, sind sie kaum auszumachen. Wie viele andere waldbewohnende Arten ist der Falter sehr scheu.

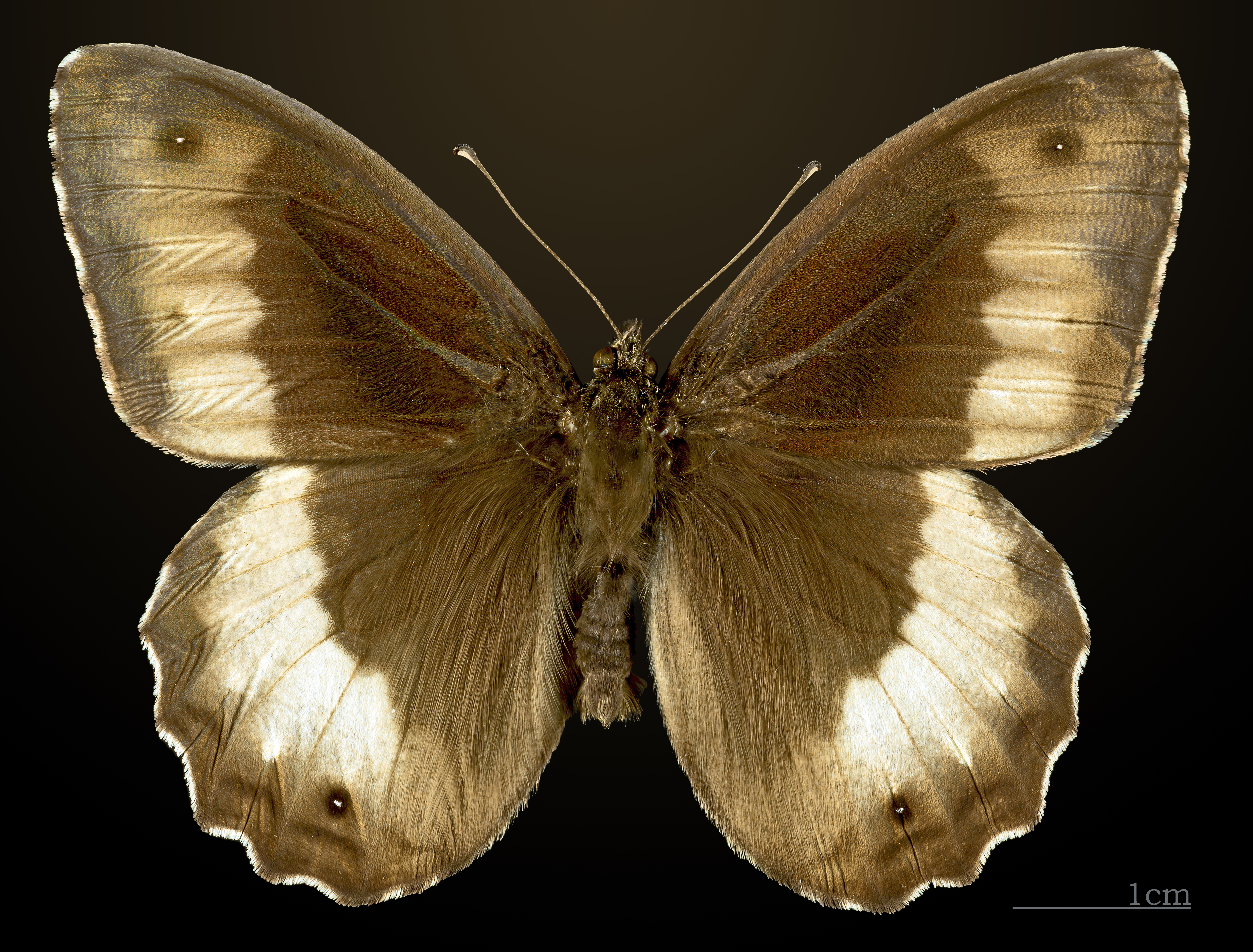
♂
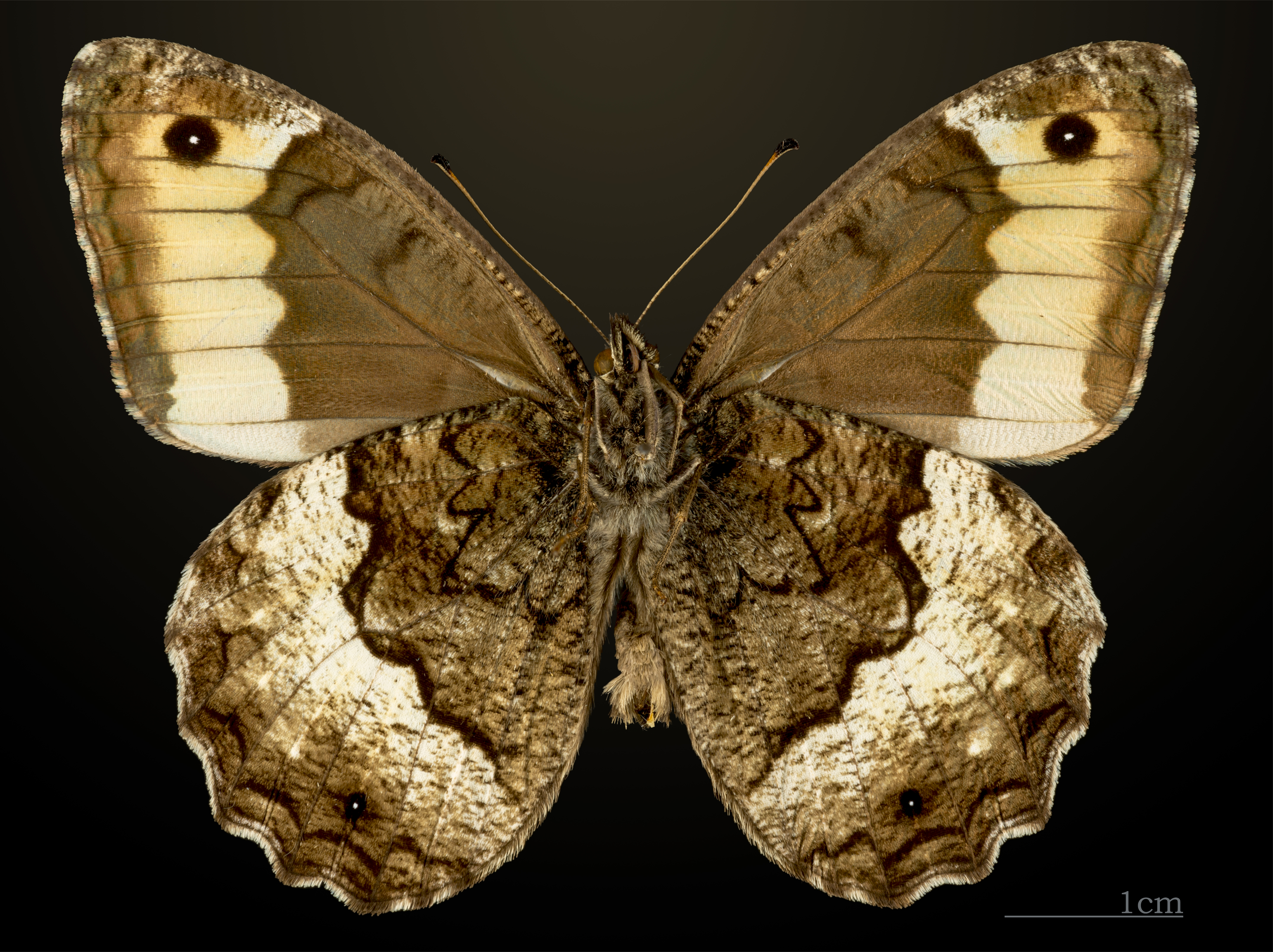
♂ △
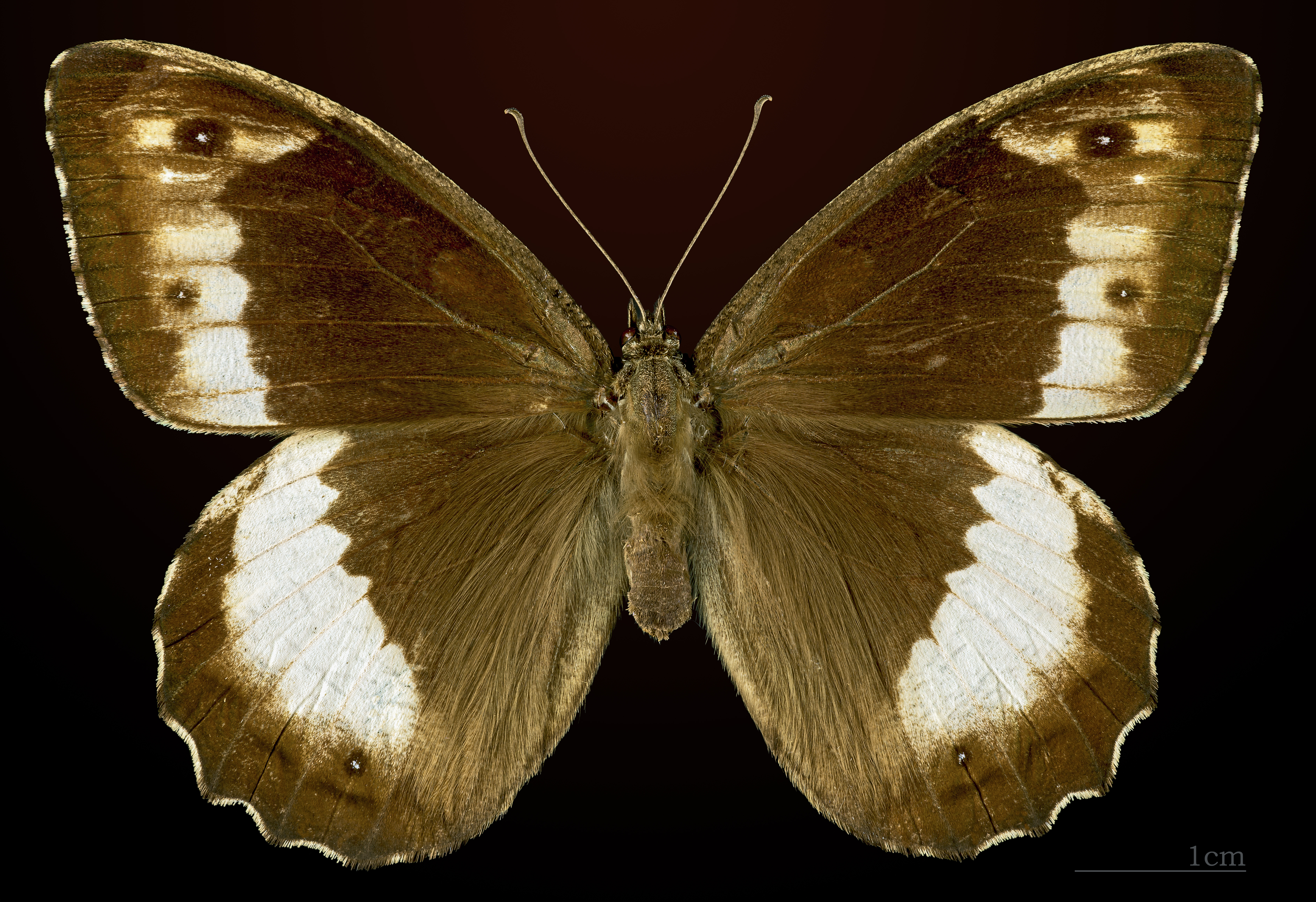
♀
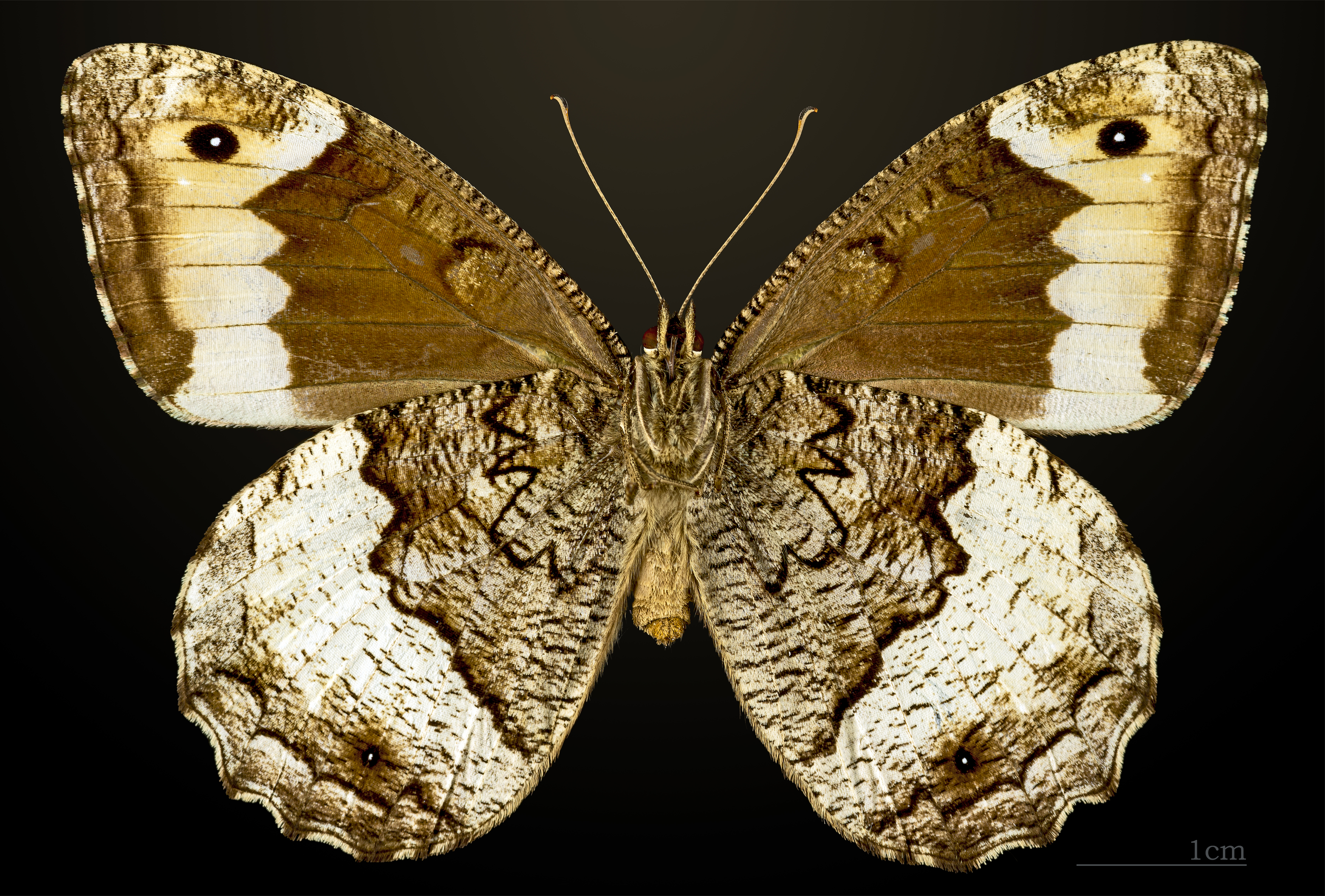
♀ △

### Ähnliche Arten
Der Große Waldportier kann vom Kleinen Waldportier sicher nur durch eine Untersuchung der Jullienschen Organe (Stäbchenschuppen) unterschieden werden: Bei H. fagi findet man einzelne, bei H. hermione zahlreiche "Borsten".
- Kleiner Waldportier Hipparchia hermione (Linnaeus, 1764), syn. Hipparchia alcyone (Denis & Schiffermüller, 1775)
- Weißer Waldportier Brintesia circe
- Hipparchia syriaca (Staudinger, 1871)
- Hipparchia genava (Frühstorfer, 1908)

### Synonyme
Als Satyrus hermione wird die Art in der älteren Literatur geführt. In der neuesten Literatur wird der sehr ähnliche Hipparchia alcyone als Hipparchia hermione bezeichnet.
- Hipparchia hermione Linnaeus, 1764. Eine Zusammenfassung der sehr verworrenen Taxonomie findet sich beim Lepiforum[3].

## Flugzeit
Der Große Waldportier fliegt in einer Generation je nach geografischer Lage von Anfang Juni bis Mitte September.

## Lebensraum
Man findet den Großen Waldportier auf Lichtungen in warmen Laubwäldern und an Rändern von trockenen Wiesen bis zu einer Höhe von 1.000 Metern. In Deutschland ist die Art teilweise vom Aussterben bedroht:
- Rote Liste BRD: 2 (stark gefährdet)[4]

## Lebensweise
Zu den Raupenfutterpflanzen zählen Gräser wie Aufrechte Trespe (Bromus erectus). Die nachtaktiven Raupen überwintern in der Streu. Dort schaffen sie sich mit Schüttelbewegungen eine kleine Mulde. Sie sind hell gefärbt und tragen feine Streifen, die sie fast unsichtbar machen.

## Verbreitung
Der Große Waldportier ist unter anderem in Nordspanien, Aragonien und Katalonien verbreitet. Weiterhin ist er in Mittel, Süd- und Ostfrankreich und sporadisch in Zentralfrankreich anzutreffen. Sein Verbreitungsgebiet erstreckt sich weiterhin über Südwestdeutschland (Kaiserstuhl), Südpolen, Italien mit Sizilien, den Balkan und Griechenland einschließlich Lefkada und Korfu. Die Art ist nicht vertreten in Norddeutschland, im europäischen Teil der Türkei und fast allen Mittelmeerinseln. Die Falter sind vertikal von 50 bis 1800 Metern Höhe anzutreffen, meist findet man sie jedoch in Lagen unter 1000 Metern.